# Pałac w Oleśnicy Małej
Pałac w Oleśnicy Małej (niem. Schloss Klein Öls) – zabytkowy pałac w Oleśnicy Małej.

## Historia
W XIII w. zamek myśliwski księcia Henryka Brodatego. Do 1312 r. komandoria zakonu templariuszy. Następnie do  1810 r. własność zakonu joannitów. W 1814 r. Król pruski Fryderyk Wilhelm III ofiarowuje Oleśnicę Małą Hansowi Davidowi Ludwigowi hr. Yorck von Wartenburg (1805–1865), który w latach 1815–1820 rozbudowuje pałac. Kolejnym właścicielem jest Heinrich hr. Yorck von Wartenburg  (1861–1923), który w latach 1904–1905 dokonuje kolejnej rozbudowy. Obiekt jest częścią zespołu klasztornego joannitów, później pałacowego, w skład którego wchodzą jeszcze park; kościół pw. św. Wawrzyńca; mauzoleum rodziny York von Wartenburg, obecnie kaplica z 1828 r.

## Herby
- nad wejściem, od strony dziedzińca, do okrągłej, piętrowej wieży herb Niny von Olfers (1824–1901), drugiej żony Hansa Davida Ludwiga Yorck von Wartenburg (1805–1865)
- nad wejściem, od strony dziedzińca, do trzypiętrowej wieży, wybudowanej na planie kwadratu, herb rodziny Yorck von Wartenburg (tylko krzyż świętego Andrzeja, herb York z Yarmouth)
- pod krużgankiem herb z czterema polami: z niebieskim krzyżem na białym tle naprzemiennie (pole prawe górne, lewe dolne) zającem (lewe górne) głową dzika (prawe dolne).
- nad wejściem do mauzoleum w parku herb rodziny Yorck von Wartenburg[3]

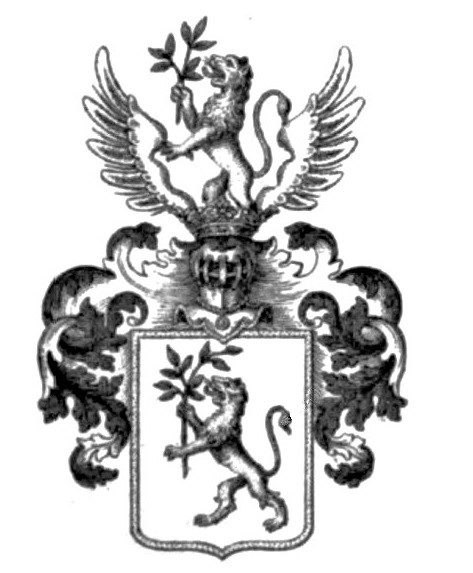
Herb Niny von Olfers (1824-1901)
Herb rodziny Yorck von Wartenburg
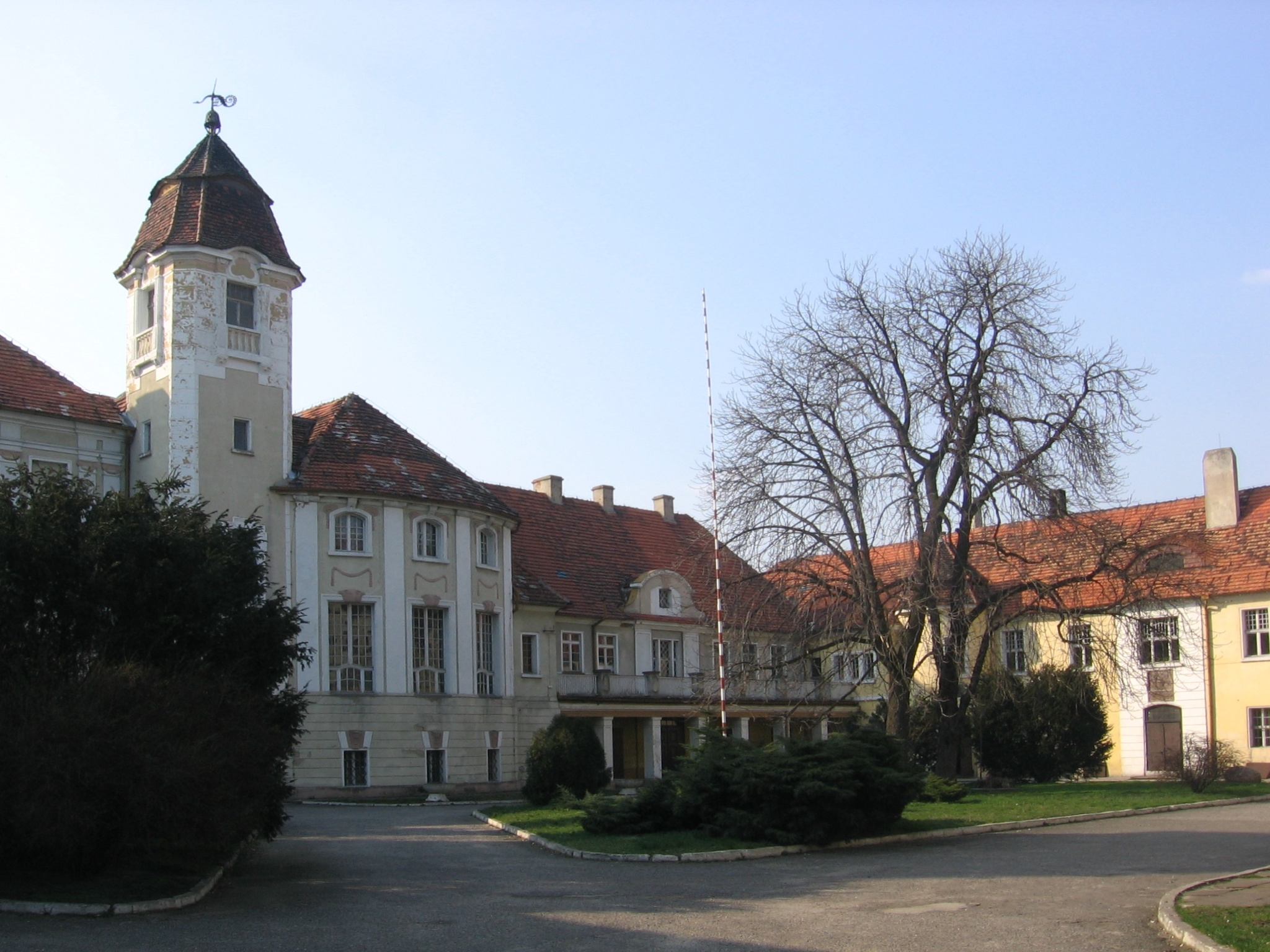
Podjazd przed pałacem
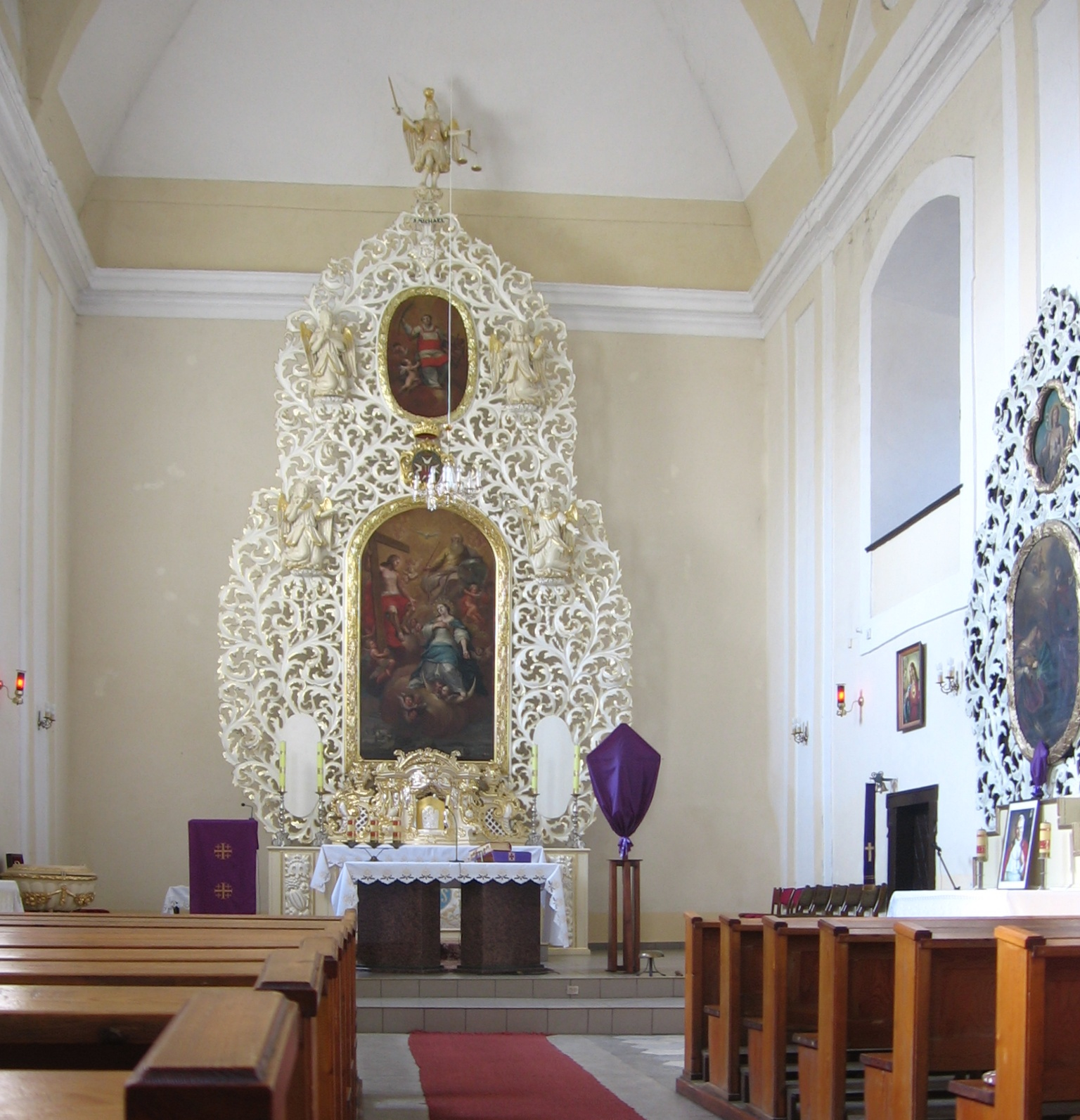
Wnętrze kościoła w pałacu
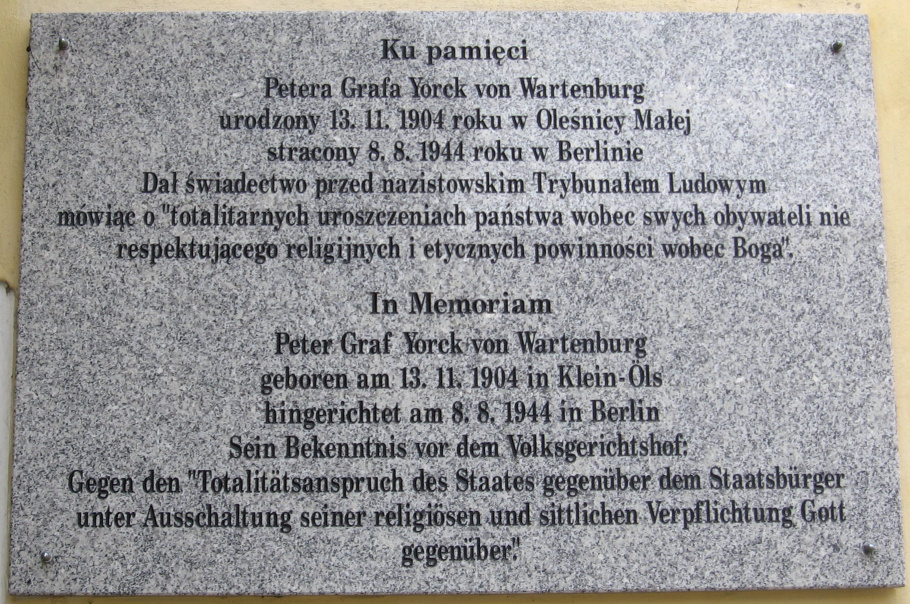
Tablica pamiątkowa na ścianie

Obiekt jest częścią  zespołu klasztornego joannitów, później pałacowego z XVII-XX w., w skład którego wchodzą jeszcze:
- kościół pw. św. Wawrzyńca
- park
- Mauzoleum w Oleśnicy Małej, z herbem rodowym York von Wartenburg nad wejściem[3], obecnie kaplica, z 1828 r.[1]